# Fidel Bofill
Pour les articles homonymes, voir Bofill.
Fidel Bofill, né le 3 août 1934 à Vic en Catalogne et mort dans la même ville le 21 mai 2013, est un peintre catalan.

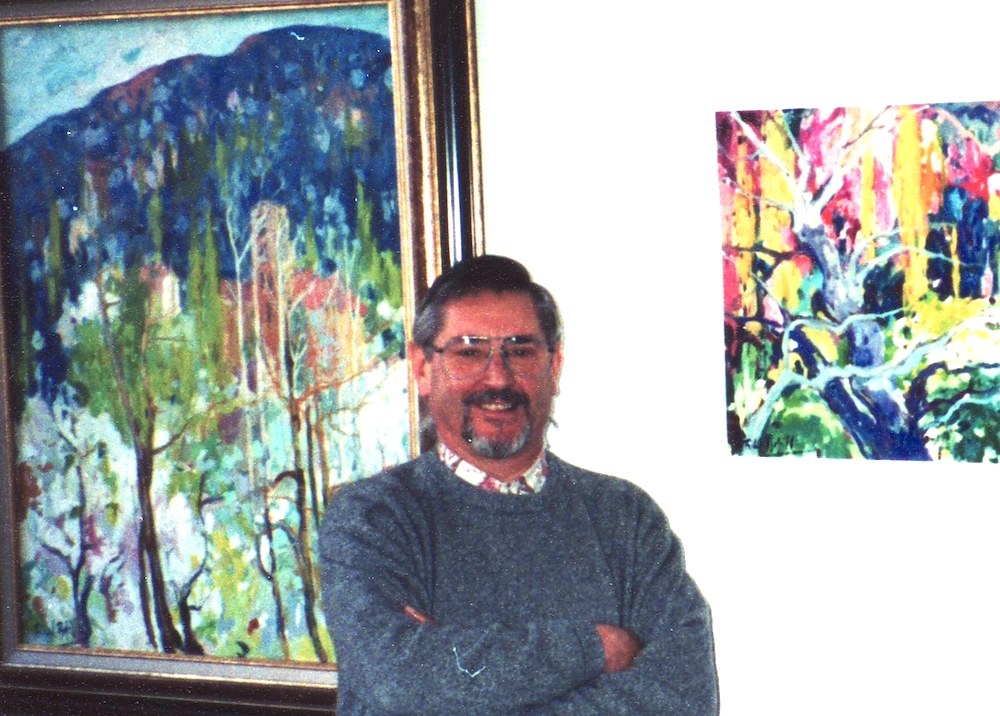
Exposition Fidel Bofill Limoges 28-11-1994

## Biographie
Il se distingue au collège de Sant Miquel dels Sants tant dans le domaine du dessin que dans celui de la poésie. Il s'initie aux beaux-arts à l'école municipale de Vic. C'est avec le peintre Joaquim Asensio qu'il découvre de nouvelles possibilités artistiques et perfectionne ses connaissances picturales. Après avoir parcouru une multitude de pays à la recherche de contacts et de nouvelles idées, il s'installe à Barcelone et y demeure une dizaine d'années.
Toujours amoureux de la méditerranée, il a vécu jusqu'en 2008 dans l'île de Crète, en Grèce, avant de revenir en Catalogne à Vilanova dans la vallée rouge de Sau. Fidel Bofill rejoint les artistes référencés de l'association Maecene Arts en 2014. Une exposition rétrospective "10 anis, 10 quadres" lui est consacrée à Vic en juin 2023.
Membre honoraire de nombreuses associations d'artistes, Bofill expose sur les cinq continents et ses œuvres sont présentes dans plus de cinquante musées parmi lesquels le Metropolitan Museum of Art (Coral Gables, USA), l'University State Museum (Arizona, USA), l'University of Virginia Art Museum (USA), le Museum of Modern Art (Geneva, New York, Hobart and W.Smith Colleges, USA), l'Honolulu Academy of Arts (USA), The Hispanic Society of America (New York, USA) le Musée royal des beaux-arts d'Anvers (Belgique), le Museum of Modern Art (Pretoria, Afrique du Sud), le Musée Dar Si Saïd (Marrakech, Maroc), le Musée Dar Jamaï (Meknès, Maroc), le Musée la Kasbah (Tanger, Maroc), le Musée du Batha (Fès, Maroc), la Casa de España (New York, USA), Musées des Beaux-arts (Limoges, La Rochelle, France), etc.

## Style artistique
Fidel Bofill est inspiré par le postimpressionnisme et l'art abstrait. Il utilise différents supports comme le cuir de taureau.
Le résultat final, avec cette synthèse chromatique exacerbée, est un style très caractéristique et personnel.

## Reconnaissance
Son travail est récompensé dans son propre pays ainsi qu'à l'étranger, et de nombreux livres et articles lui sont consacrés, tels que dans le dictionnaire Bénézit (Paris), le Vigatans I vigatanisme de Bonaventura Selva, le Diccionario biográfico español contemporáneo - Angles, contorns i transparències de Jaume LLacuna, l'Annuaire de l'art international (Paris) ou, encore, Elle - Arts actualités - Beaux-arts, etc.
Le musée de Vic a présenté, du 29 mars au 1er mai 2016, une rétrospective de ses œuvres.

### Livres
- L'osona de Fidel Bofill
- Colors d'Anton Carrera
- Fidel Bofill d'Anton Carrera et Joan Iriarte
- Colors d'Anton Carrera et D. Sam Abrams
- Tamariu d'Anton Carrera
- American sulte de Pep Sala et Fidel Bofill
- Cementiri de Déus d'Anton Carrera
- Swingin' d'Oriol Molas
- Fidel Bofill de Peter Li
- Guilleries de Lluis Ferrés i Planella

### Poèmes
- À l'ombre de l'olivier de Fidel Bofill